# Cos de Bastoners de Ballets de Catalunya
El Cos de Bastoners de Ballets de Catalunya és una de les sis seccions de l'esbart Ballets de Catalunya. Les altres cinc són la secció infantil, la juvenil, el cos de dansa, el Ball de Plaça i els Antics Dansaires.
L'esbart Ballets de Catalunya es va crear l'any 1953 com a associació cultural, i de sempre s'ha dedicat a recuperar i difondre les danses tradicionals i populars de totes les terres de parla catalana. Des del primer moment, l'esbart va tenir un Cos de Bastoners, que fa actuacions pel seu compte i també apareix dins els espectacles de l'esbart. Els balladors duen mocador al cap, mocador encreuat al pit i faldellí vemells o blaus amb rivet groc, i camalls als turmells vermells.
El cos de dansa es dedica a representar l'ampli repertori d' places, carrers i escenaris. Les seccions infantil i juvenil tenen una tasca formativa i divulgativa del patrimoni tradicional entre nens i joves; la secció infantil inclouelsinfants de sis a deu anys, i la juvenil els nois d'onze a catorze. Per als pares interessats a conèixer les danses, hi ha la secció Balls de Plaça. I també hi ha la secció Antics Dansaires, on s'apleguen balladors veterans; fou creada el 2003, amb motiu del cinquantè aniversari. Les representacions dels espectacles porten l'acompanyament musical del grup De Soca-rel, format el 1990 en el si de l'esbart però que també fa concerts propis.
Cada any, l'esbart celebra tres festes al carrer d'Enric Granados, a tocar de la seva seu: la de la Castanyada per Tots Sants, la del dissabte de Carnestoltes, i la Festa de Primavera, el primer o segon dissabte de juny.